# کریستوف متزلدر
کریستوف متزلدر (به آلمانی: Christoph Metzelder) بازیکن فوتبال و مدافع اهل آلمان است که از سال ۲۰۰۱ میلادی عضو تیم ملی فوتبال آلمان بوده‌است. وی در ۴۷ بازی ملی حضور داشته است و آخرین بازی ملی خود را در سال ۲۰۰۸ میلادی انجام داد. کریستوف متزلدر در بازی‌های ملی‌اش گلی به ثمر نرساند.